# Mary Ann Jackson
Mary Ann Jackson (Los Angeles, 14 gennaio 1923 – Los Angeles, 17 dicembre 2003) è stata un'attrice cinematografica statunitense.

## Biografia
Mary Ann Jackson, sorella minore dell’attrice Peaches Jackson, fece il suo debutto cinematografico in un cortometraggio del 1925, Dangerous Curves Behind e successivamente nella commedia The Smiths. 
Raggiunse la notorietà nel 1928, quando entrò a far parte della serie Simpatiche canaglie. Jackson fu una delle poche bambine del cast ad aver avuto altre esperienze cinematografiche alle spalle, dato che il regista Robert F. McGowan, che diresse la serie dal 1922 al 1933, preferiva ingaggiare attrici e attori bambini per lo più esordienti. 
Dopo aver lasciato la serie nel 1931, recitò in alcuni cortometraggi basati sulla serie di fumetti Toonerville Folks, per poi abbandonare definitivamente le scene nel 1941, nonostante qualche piccola apparizione anche negli anni successivi. 
In età adulta lavorò per la catena di magazzini May Company California. Morì a 80 anni nella sua casa di Los Angeles a causa di un attacco cardiaco.

## Riconoscimenti
- Young Hollywood Hall of Fame (1930's)